# Redal
El término REDAL fue acuñado en 2016 por Guillem Bou Bauzà, después de analizar centenares de contratos de préstamo o crédito con garantía hipotecaria a interés variable, y detectar que las escrituras no incluían un sistema de amortización que permitiera el cálculo de las cuotas hipotecarias.[cita requerida] Esta irregularidad se daba por el hecho de que las fórmulas aritméticas no existían o eran matemáticamente incorrectas y, por tanto, irrealizables.
REDAL es la abreviatura del latinismo Redito ad Libitum, que significa "devolución a voluntad" y describe el vicio del que adolece un tipo de contrato que, en rigor, no pacta la forma de calcular de las cuotas mensuales, o lo que es lo mismo, no queda especificada en el contrato la manera de hacer efectiva la devolución a partir del cambio de interés.
En consecuencia, en los contratos REDAL, la forma de devolver el importe prestado deviene indeterminada y/o de imposible cumplimiento en función de si no hay fórmula aritmética para el cálculo o si esta existe pero es matemáticamente irrealizable.
En los contratos de préstamo o crédito no existe una cláusula REDAL específica porque no es una condición de contratación.
Financieramente, REDAL describe un problema matemático de solución indeterminada por irregularidades en las fórmulas aritméticas de los contratos bien sea por errores, bien por ausencia de las mismas, que las partes que conforman el negocio jurídico deben solventar.

## Explicación financiera
Por ejemplo, un préstamo hipotecario con los siguientes pactos relativos a la amortización: 
a)	360 meses de plazo
b)	Tipo de interés variable anualmente
c)	Se pacta un tipo inicial para la primera fase fija, normalmente el primer año, y una cuota inicial para esta fase
d)	Se pagarán cuotas mixtas, cuyo importe se revisará anualmente
Pregunta: ¿De cuántas maneras diferentes se puede amortizar este préstamo?
Tal como está enunciado, dado que no se ha impuesto un ritmo de amortización, las cuotas mixtas podrían tener cualquier valor (siempre que sean superiores a los intereses) y solo las del último año estarían determinadas (dependiendo del capital pendiente de amortizar). 
Esto convierte el préstamo en una especie de póliza de crédito donde solo tienen un importe obligado las cuotas del primer año y del último.

## Ley REDAL, Congreso de los Diputados de España
Dada la controversia que suscitan las hipotecas REDAL, la Comisión de Derechos Sociales y Consumo del Congreso de los Diputados de España solicitó la comparecencia del Doctor Guillem Bou en fecha 25 de abril de 2024. En dicha comparecencia, el Doctor Bou explicó los graves errores financieros detectados en los contratos hipotecarios españoles.
Los grupos parlamentarios asistentes: PP, PSOE, SUMAR, PODEMOS y VOX acordaron poner en marcha una comisión técnica para el análisis de los contratos hipotecarios en situación irregular por la incorrección de la cláusula de amortización y, ocasionalmente, de la de intereses. Y se comprometieron a trabajar para tramitar una Ley REDAL que resuelva definitivamente el problema.

## Conflicto de normativa europea
La Directiva 2014/17/UE del Parlamento Europeo y del Consejo, de 4 de febrero de 2014 , sobre los contratos de crédito celebrados con los consumidores para bienes inmuebles de uso residencial, en su “Sección 3. Características principales del préstamo” se refiere a la “estructura de amortización”.
"4. Se indicará claramente el tipo de crédito ofrecido (por ejemplo, crédito hipotecario, préstamo vivienda, tarjeta de crédito con garantía). En la descripción de la clase de crédito se indicará claramente de qué forma se reembolsarán el capital y los intereses durante la vigencia del crédito (esto es, la estructura de amortización), precisando expresamente si el contrato de crédito se refiere al reembolso del capital o a un préstamo de solo intereses, o a una combinación de ambas cosas."

## Resoluciones del Departamento de Conducta del Banco de España
El Banco de España dispone de un Departamento de Conducta que "resuelve las reclamaciones y quejas que presentan los usuarios de las entidades supervisadas por el Banco de España".
El Banco de España no realiza un pronunciamiento sobre el carácter abusivo de una determinada cláusula contractual, ni una valoración económica de los daños y perjuicios que eventualmente se hayan podido ocasionar a los usuarios financieros. 
La actuación del Departamento de Conducta concluye con un informe motivado que no tiene carácter vinculante para ninguna de las partes, no obstante es el supervisor bancario y sus directrices deben marcar a las entidades financieras el camino hacia las buenas prácticas bancarias, especialmente en los contratos firmados con consumidores.
Entre las resoluciones no vinculantes del Banco de España de 2002, 2004 y 2006, se indica que es contrario a las buenas prácticas "si no se especifica la forma de cálculo".
El Banco de España resuelve anualmente entre 30.000 y 40.000 reclamaciones cada año, como la siguiente en relación con un contrato REDAL:
“En el expediente relativo a la Caja de Ahorros y Monte de Piedad de Baleares (n.º 2810/01), entidad que había concedido un préstamo al reclamante, la escritura de préstamo no especificaba la forma de cálculo de los recibos. Ante esto, la caja de ahorros reclamada adoptó, para calcular el primer cuadro de amortización, el sistema francés. Posteriormente, tras una rebaja del tipo de interés, decidió cambiar el sistema, de modo que las cuotas no fueran iguales, para, cuatro años después, volver a utilizar el sistema francés, todo ello sin el conocimiento ni el consentimiento de su cliente, lo que se consideró contrario a las buenas prácticas bancarias.”
En este sentido también, el Banco de España indica que no se puede imponer unilateralmente un sistema de amortización si no viene establecido en las condiciones contractuales: “4940/05 Caja de Ahorros y Monte de Piedad de Madrid aplicó en el préstamo un sistema de cálculo de cuotas que, a pesar de ser correcto desde el punto de vista financiero, no venía establecido en las condiciones contractuales. Además, modificó posterior y unilateralmente, con motivo de la novación del préstamo, el criterio que hasta esa fecha venía aplicando.”
El Banco de España, que es la máxima autoridad financiera del país, incluye estas resoluciones en el apartado "Interpretación unilateral del contrato" de sus Memorias anuales de reclamaciones. Con ello indica que las entidades financieras deben calcular las cuotas de amortización conforme al sistema pactado en el contrato sin que este pueda ser impuesto unilateralmente por la entidad.

## Primera sanción en materia de consumo a una entidad bancaria
Ante una reclamación presentada por un consumidor en relación con un préstamo hipotecario firmado en 2007, la Direcció General de Consum de la Conselleria de Salut i Consum de les Illes Balears encargó al Doctor Guillem Bou el "Informe financiero sobre el sistema redito ad libitum en los contratos hipotecarios", que hoy es público.
Anteriormente, el matemático había investigado la evolución del índice IRPH y demostrado su inestabilidad, contradiciendo la publicidad engañosa de ciertas entidades bancarias. Sus cálculos fueron incluidos en el Informe del Síndic de Greuges de Cataluña (Defensor del Pueblo autonómico).
La relevancia social del hallazgo REDAL es notoria, pues técnicamente podría facilitar que las familias que atravesaran por un bache económico pudieran acogerse al pago a voluntad (que por error u omisión) permite su contrato.
Tras analizar la reclamación, el posicionamiento de la entidad bancaria y la respuesta a la reclamación que el consumidor elevó al Banco de España, la Direcció General de Consum de la Conselleria de Salut i Consum de les Illes Balears decidió incoar el expediente sancionador CO 36/2023 contra la entidad bancaria implicada.

## Inseguridad jurídica por jurisprudencia a favor y en contra

### Fallos favorables al consumidor prestatario
En el plano jurídico existen sentencias favorables en segunda instancia, con fallo favorable al cliente bancario, que ratifican la incorrección del sistema de amortización o el pacto de liquidez. También se dan desistimientos de la entidad cuando ven difícil superar la situación REDAL, pero estos casos no llegan a las audiencias provinciales.
En 2017, la Audiencia Provincial de Mallorca ratificó el primer fallo favorable al consumidor en un procedimiento de ejecución hipotecaria: “… las exigencias del principio de interdicción de la indefensión comportan la necesidad de que el demandado tenga la posibilidad real de comprobar y analizar por sí mismo el iter matemático seguido por la entidad ejecutante para determinar el saldo…”.
En la sentencia número 200/2021, de fecha 4 de marzo de 2021, la Audiencia Provincial de Cádiz anuló el pacto de amortización y resolvió a favor de las pretensiones del prestatario (diferentes a lo aplicado hasta el momento por la entidad Unión de Créditos Inmobiliarios).
El 5 de junio de 2024 la sentencia 269/2024 de la Audiencia Provincial de Alicante ratificó la nulidad de contrato estimada en primera instancia por errores en las fórmulas financieras: "...lo relevante es que la fórmula prevista contractualmente para la determinación de la primera cuota y el cálculo del interés remuneratorio es errónea, que tal error no es manifiesto para un consumidor medio como no lo es la forma de solución, circunstancia que ha sido utilizada por la entidad demandada para integrar unilateralmente el contrato, calculando los intereses remuneratorios al margen de lo pactado, lo que entraña un manifiesto desequilibrio en los derechos de las partes, con claro perjuicio para el consumidor, lo que conduce, con desestimación del motivo de recurso, a la confirmación de la declaración de nulidad que en este punto se ha efectuado en la instancia."

### Fallos favorables a la entidad bancaria
Existen resoluciones de las Audiencias Provinciales de Girona, Alicante, Barcelona y Cádiz.
En la sentencia de 26 de noviembre de 2021 y 10 de febrero de 2022 la Sección 1.ª de la Audiencia Provincial de Girona indica que “(…) lo relevante es valorar si en las cláusulas de la escritura se establecen los elementos para determinar el importe a pagar mensualmente comprensiva de capital e intereses. (…)". Ambas sentencias reconocen abiertamente que "Cierto es que no se fija una fórmula para determinar el importe mensual de amortización del capital" pero en la medida que una lectura conjunta de todo el contrato se puede identificar el plazo de duración, el número de cuotas mensuales, su carácter mixto al comprender capital e intereses, el método de cálculo de los intereses y las cuotas de la primera anualidad "resulta una pura operación matemática determinar lo que corresponde a capital y lo que corresponde a intereses".
En la Sentencia de 16 de febrero de 2022 también reafirma que aunque no exista una fórmula matemática incluida en el contrato "si se indica el importe del préstamo, el plazo de amortización en el que se especifica la fecha inicial y la fecha final, en dicha cláusula se especifica que los intereses se irán pagando en cada mensualidad multiplicando el principal pendiente del préstamo por el tipo de interés nominal más su diferencial, y número de días comprendidos en cada periodo, podemos concluir que la determinación del interés viene establecido en el contrato”.
Asimismo, mediante auto de 7 de septiembre de 2022 la Sección 1.ª de la Audiencia Provincial de Girona también desestima.
En relación con la existencia de algún error material en la fórmula matemática transcrita (falta de paréntesis, error u omisión de alguna letra, etc.), la Audiencia Provincial de Cádiz se ha pronunciado en estos términos "si bien esa fórmula matemática puede presentar errores de transcripción a los que se refiere el informe pericial y puede resultar incomprensible y de imposible aplicación, la propia escritura de préstamo hipotecario contiene otra referencia que permite conocer el sistema de amortización empleado".
Recientemente, la Sección 13 de la Audiencia Provincial de Barcelona, en el Auto n.º 25/2023 de 27 de enero de 2023 confirma que "se acredita que la liquidación del saldo deudor (...) ha sido practicada de acuerdo con lo pactado en el título ejecutivo, siendo el acta notarial de fijación del saldo deudor el documento fehaciente a que se refiere el artículo 573.1.2º de la Ley de Enjuiciamiento Civil , estando acompañada el Acta notarial de la certificación del saldo, y del extracto de la cuenta del crédito, con indicación de las amortizaciones impagadas".

## Posibles causas
Una explicación de la existencia de contratos Redito Ad Libitum se basa en que la vorágine de contratación de hipotecas de la banca española llevó a mezclar formatos, fusionando préstamos hipotecarios (cuota determinada) con créditos (cuota libre). Esta explicación también ha sido comentada en prensa:
Otra explicación se basa en la presión de la banca sobre sus empleados para la colocación de productos financieros, dado que cobran un incentivo por los contratos firmados. Una muestra de lo que puede llegar a suceder se recoge en esta noticia:
La prensa española que sigue este tema social-financiero advierte que, para defender los derechos de los consumidores, es necesaria la colaboración entre matemáticos financieros y juristas:

### Consecuencias
El contrato hipotecario se fundamenta en el código civil y no exclusivamente en la protección de consumidores del derecho europeo, por lo que aplica también a personas jurídicas. Ello hace posible que un empresario o una empresa, en tanto que persona jurídica pero no consumidor, pueda presentar una demanda REDAL. Este aspecto se comenta en esta noticia: